# Эрсберг
Эрсберг (нем. Oersberg) — община в Германии, в земле Шлезвиг-Гольштейн. 
Входит в состав района Шлезвиг-Фленсбург. Подчиняется управлению Каппельн-Ланд.  Население составляет 345 человек (на 31 декабря 2010 года). Занимает площадь 7,09 км².